# Droga I/20 (Czechy)
Droga krajowa 20 (cz. Silnice I/20) – droga krajowa w południowych Czechach. Trasa łącząca Karlowe Wary przez Pilzno i Písek z Czeskimi Budziejowicami należy do najważniejszych dróg Czech. Arteria jest na przeważającej długości jedno-jezdniowa. W rejonie Piska - od skrzyżowania z drogą krajową nr 4 do węzła z drogą krajową nr 29 trasa biegnie śladem planowanej autostrady D4. Na całej długości krajowa 20 jest fragmentem szlaku E49.